# Baydam
Baydam este o comună din departamentul Sélibabi, Regiunea Guidimakha, Mauritania, cu o populație de 9.234 locuitori.